# NGC 7643
NGC 7643 је спирална галаксија у сазвежђу Пегаз која се налази на NGC листи објеката дубоког неба.
Деклинација објекта је + 11° 59' 19" а ректасцензија 23h 22m 50,4s. Привидна величина (магнитуда) објекта NGC 7643 износи 13,2 а фотографска магнитуда 14,1. NGC 7643 је још познат и под ознакама NGC 7644, UGC 12563, MCG 2-59-33, CGCG 431-51, PGC 71261.